# Gouden Moskee (Manilla)
De Gouden Moskee is een moskee in Manilla, de hoofdstad van de Filipijnen en wordt beschouwd als de grootste moskee in de stad. De Gouden Moskee dankt zijn naam aan het feit dat de koepel van goud glinstert. Onder leiding van de voormalige Filipijnse first lady Imelda Marcos werd het in 1976 gebouwd voor het bezoek van de Libische president Moammar al-Qadhafi, hoewel zijn bezoek werd geannuleerd. Het bedient nu de moslimgemeenschap van Manilla en is meestal drukbezocht voor het vrijdaggebed.
De minaret is nu compleet en de koepel is gedeeltelijk verroest. Inmiddels zijn de renovatiewerkzaamheden gestart.